# Gabriel de Mortillet
Louis Laurent Gabriel de Mortillet (29. august 1821 i Meylan - 25. september 1898 i Saint-Germain-en-Laye) var en schweizisk arkæolog og antropolog. Han var medhjælpende intendent på museet i Saint-Germain-en-Laye i 17 år inden, at han blev professor i forhistorisk antropologi ved École d'anthropologie i Paris 1876.
Mortillet fortsatte Édouard Lartets arbejde. Til trods for, at han beundrede dennes arbejde, anså han, at palæolitikums inddeling i underafdelinger måtte ske efter kulturelle snarere end palæontologiske kriterier. I den henseende valgte han at følge John Lubbock og Worsaae. Trods det var hans måde at forholde sig til arkæologien på stærkt påvirket af hans kundskaber i geologi og palæontologi. Han forsøgte at adskille hver periode med hjælp af et begrænset antal artefakttyper, som var særegne for netop den periode. Disse ledetyper var den arkæologiske modsvarighed til de ledefossiler, som geologer og palæontologer anvendte for at identificere forskellige lag. Mortillet fulgte også en geologisk sædvane, da han opkaldte hver og en af de kendte underafdelinger inden for palæolitikum efter det fundsted, som var blevet brugt for at definere den. Lige som palæontologerne støttede han sig på stratigrafien for at etablere en kronologisk stratigrafi. I den palæolitiske forskning i 1800-tallet spillede stratigrafien endnu kun en mindre rolle ved etableringen af en kronologi. Delvis beroede det uden tvivl på at tekniske og stilmæssige sekvenser var sværere at adskille, når det gjaldt palæolitiske stenredskaber end når det drejer sig om senere genstande. Desuden var de spørgsmål, som diskuteredes, så omstridte, at kun den klareste stratigrafiske bevisførelse alment anerkendt kunne stå til tjeneste med definitive tidssekvenser. Troværdigheden af stratigrafien havde også at gøre med Lartets og Mortillets naturvidenskabelige uddannelse.
Lartets flodhestetid blev chelléenperioden opkaldt efter et fundsted uden for Paris, og det meste af Lartets hulebjørns- og mammutperiode blev moustérien, skønt Mortillet henførte fund fra Aurignac, som Lartet havde placeret sent i hulebjørns- og mammutperioden til en egen aurignacienperiode. Lartets rensdyrperiode opdeltes i en tidlig solutréenperiode og en senere magdalénienperiode. Mortillet var usikker med hensyn til dateringen af auragnacien. Senere henlagde han den til efter solutréen og udelod den helt og holdent i sin klassifikation 1872. Han tilføjede også en robenhausisk epoke, som skulle repræsentere den neolitiske periode, og i senere skrifter som Formation de la nation française tilføjede han yderligere epoker for at få Bronzealderen og Jernalderen med i sit system. Mortillet oprettede også en thanysienneperiode og senere en puycournienne for at dække fund fra førchelléensk tid.
Mortillets naturvidenskabelige uddannelse viste sig også på anden måde end i hans klassifikationsmetoder. Han var påvirket af evolutionære tanker og fortrinsvist interesseret af at fastslå hvor gammel, menneskeheden var.